# Мишоловка (Київ)
Мишоло́вка (Миша́ловка) — колишнє село, а нині місцевість на півдні Києва (Голосіївський район). У міській смузі з 1923 року. Простягається між проспектом Науки, Китаївською вулицею та Голосіївським лісом. Прилягає до місцевостей Багринова гора, Голосіїв, Китаїв, Корчувате і Пирогів (через лісосмугу). Охоплює Болгарський хутір і Самбурки. Головні вулиці — Закарпатська, Квітки-Основ'яненка, Ягідна.

## Історія
Вперше згадується як селище Миша́ловка — володіння Печерського монастиря 1618 року. З цього іноді роблять висновок, що тут щось змішували за допомогою якогось млина. Можливо (хоч і малоймовірно), що так і було, але логічнішою видається саме назва Мишо́ловка — дуже вже нагадує справжню пастку ця улоговина між двома горами. Існує навіть легенда (створена у XX столітті), що козаки 1651 року заманили в цю пастку війська Радзивіла.
Саме Мишаловкою з кінця XVIII століття називали село, що мало офіційний статус деревня Хотівської волості Київського повіту Київської губернії.
У 1882 році за даними краєзнавця Лаврентія Похилевича село Мишаловка розташовувалось біля берега Дніпра, поміж струмків які зтікали з Китаївських та Голосіївських пагорбів на Дніпровську рівнину. На той час у Мишоловці проживало приблизно 1000 жителів, різних верств та станів які заробляли на життя в Києві, та з яких православних було лише 333 особи. В Мишоловці розташовувалися цегельні заводи, які належали приказу общественного призрения, Видубицькому монастирю та приватним особам: комерції радникові Василь Васильовичу Єпішкіну і купцеві Афіногену Степановичу Луньову.
У 1896 р. у червні у с. Мишоловка тоді Київської губ. при копанні льоху на садибі селянина Єфрема Терного в культурному шарі було знайдено скарб у невеликій круглодонній амфорі червоної глини, в якій в момент знахідки було відбито горло та ручки. Крім поясних прикрас до складу скарбу входили 11 монетних гривень, з них 7 — ромбоподібної форми і 4 неправильної овальної форми. Клад на той час було передано на зберігання у Київський історичний музей. За думкою вчених скарб можна пов'язати з половецькими нападами на Київ 1093 р. та 1096 р. або з осадою Києва 1151 р..
У 1900 році налічувало 716 мешканців, які займалися хліборобством, а також працювали в Києві та заробляли перевезенням цегли (в Мишаловці працювало п'ять цегельних заводів).
На початку XX ст. починають писарі русифікувати назву та фіксувати як Мишоловка.
Під час Німецько-радянської війни село постраждало. Зберігається садибна забудова. Біля школи — пам'ятник уродженці села Марії Боровиченко. На Мишоловці за адресою Армійська вулиця, 30/12 проживав Герой Радянського Союзу Михайло Цисельський.

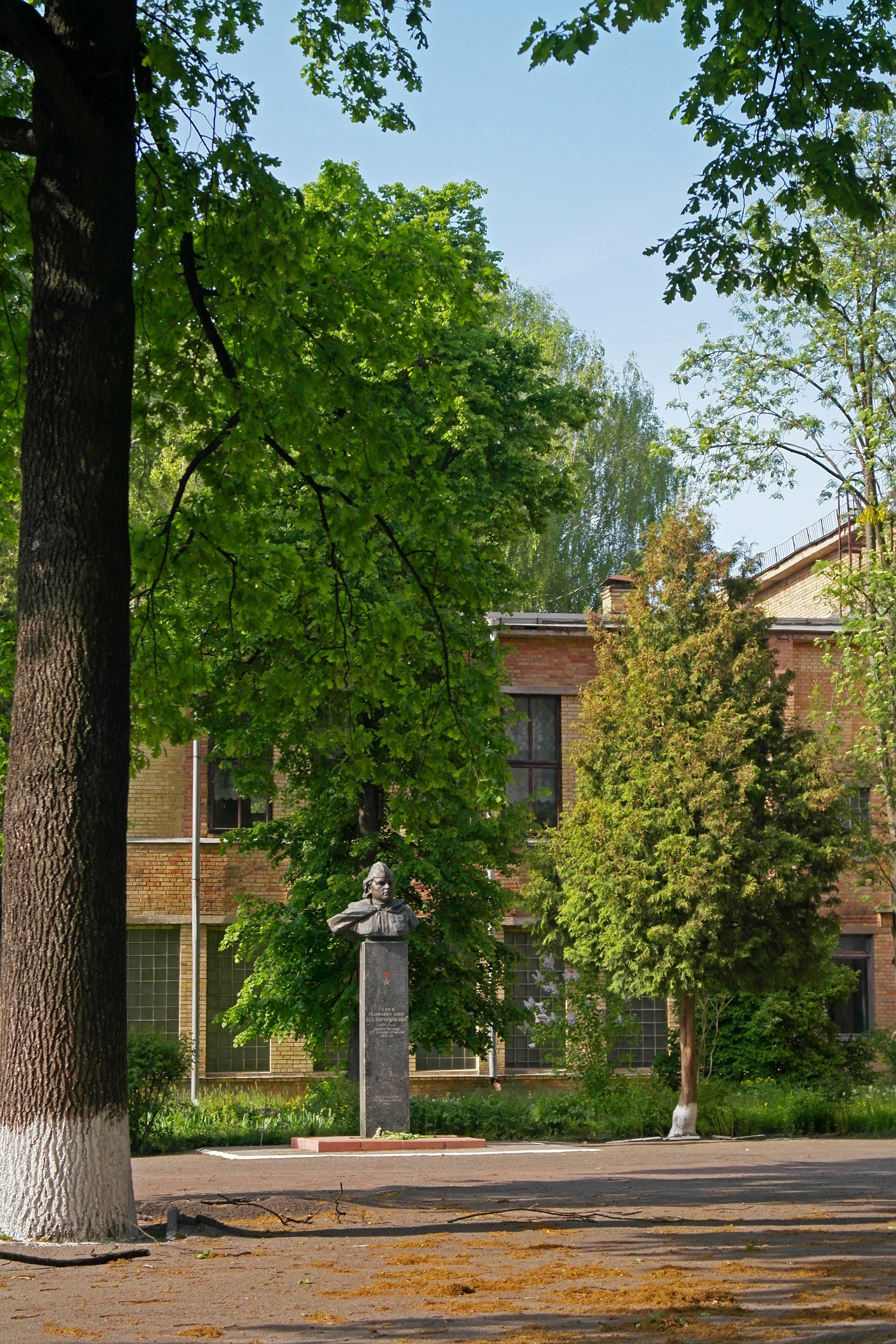
Бюст Марії Боровиченко біля школи
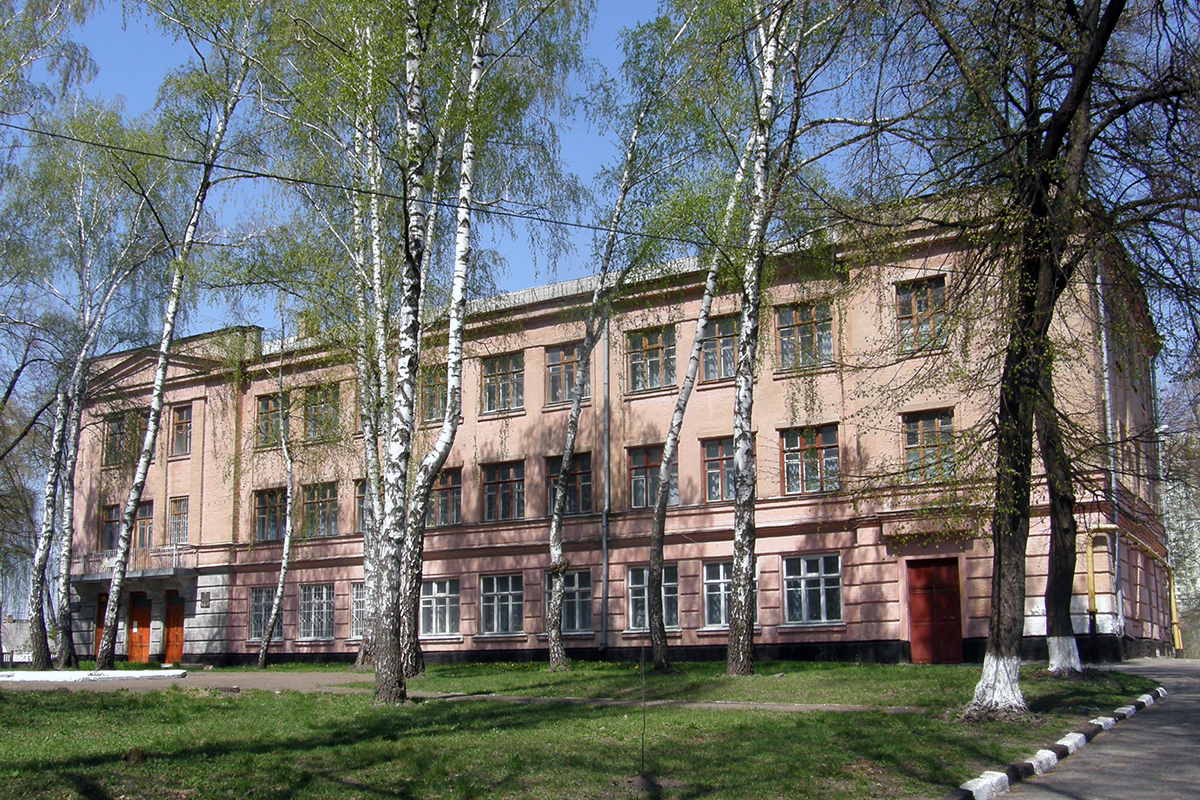
Школа № 122, типовий проєкт

Існували Мишоловські вулиці (тепер Квітки-Основ'яненка, Нікопольська, частина Наддніпрянського шосе) і провулки (тепер Квітки-Основ'яненка і Ремісничий).